# 이상은 (발레 무용수)
이상은(1986년 5월 28일 ~)은 대한민국의 발레리나이다. 드레스덴 발레단의 수석 무용수이다.
현존하는 대한민국 최장신 발레리나로 그 키는 182cm에 달한다. 초등학교 시절부터 이미 170cm를 웃도는 큰 신장 때문에 한 때 발레를 그만두려 하기도 했으나 꿈을 이루기 위해서는 신체조건 정도는 극복해야겠다는 생각을 갖게 되어 발레리나를 계속 하게 되었다. 발레리나로서는 심할 정도로 큰 신장으로 인해 파트너를 구하기가 쉽지 않았다. 그 대신 큰 키를 장점으로 살려 남장을 하고 발레리노 역할을 하는 등 배역의 폭은 넓어졌다. 현재도 발레리나와 발레리노 역할 사이를 오가면서 활약하고 있다.

## 가족관계
- 부친: 소설가 이수광

## 경력
- 2002년 선화예술고등학교 입학, 발레 전공
- 2016년 드레스덴 발레단 수석발레리나